# 17518 Redqueen
17518 Redqueen (1992 YD) là một tiểu hành tinh vành đai chính được phát hiện ngày 18 tháng 12 năm 1992 bởi A. Natori và T. Urata ở Trạm quan sát JCPM Yakiimo.